# Lindsay-Insel (Nordpazifik)
Die Lindsay-Insel ist eine ehemalige Insel in der Philippinensee im nördlichen Pazifik. Sie wurde am 25. Dezember 1848 vom britischen Schoner Amelia unter Kapitän Lindsay bei etwa 19° 20′ Nord und 141° 15′ 30″ Ost entdeckt. 
Sie bestand aus einem ungefähr 12 m hohen und knapp 7,5 km langen dunkelbraunen, nackten Felsen. Lindsay war sich seiner Positionsbestimmung ziemlich sicher, da er die Genauigkeit seines Chronometers erst zwei Tage zuvor bei den Marianen-Inseln Agrigan und Asuncion überprüft hatte.
Kapitän Bartlett von der britischen Bark Britomart konnte 1869 unter der angegebenen Position die Lindsay-Insel nicht wieder auffinden. Dagegen sichtete er unter 19° 18′ Nord und 141° 34′ Ost in Höhe des Meeresspiegels ein 120 – 150 m langes Riff. Da die Lindsay-Insel auch 1881 von dem US-amerikanischen Schiff Alert vergeblich gesucht wurde, ist es sehr wahrscheinlich, dass es sich hier um eine unterseeische vulkanische Eruption nach Art der Inseln Ferdinandea (vor Sizilien), Fonuafoʻou (Tonga, auch Falcon Island) oder Surtsey (vor Island) handelte. Im Gegensatz zur letzteren erwies sich die Lindsay-Insel nicht als dauerhaft und fiel der Abrasion der Brandung zum Opfer. Auf der Karte No. 76 (Australien und Polynesien) des Stielers Hand-Atlas von 1905 (9. Auflage) ist die Lindsay-Insel mit einem Fragezeichen aufgeführt.